# Campionats del món de ciclisme en ruta de 1959
Els Campionats del món de ciclisme en ruta de 1959 es disputaren el 16 d'agost a Zandvoort, Països Baixos.

## Resultats
| Proves :                         | Or                        | Or         | Argent                              | Argent | Bronze                            | Bronze |
| Masculines                       |                           |            |                                     |        |                                   |        |
| Cursa en línia masculina detalls | André Darrigade · França  | 7h 30' 43" | Michele Gismondi · Itàlia           | m. t.  | Noel Fore · Bèlgica               | m. t.  |
| Cursa en línia masculina amateur | Gustav-Adolf Schur · RDA  | 4h 39' 02" | Bastiaan Maliepaard · Països Baixos | m. t.  | Constant Goossens · Bèlgica       | + 06"  |
| Femenines                        |                           |            |                                     |        |                                   |        |
| Cursa en línia femenina detalls  | Yvonne Reynders · Bèlgica | 1h 53' 32" | Aina Pouronen · Unió Soviètica      | m. t.  | Vera Gorbatcheva · Unió Soviètica | m. t.  |

## Medaller
| Posició | País           | Or | Plata | Bronze | Total |
| 1       | Bèlgica        | 1  | 0     | 2      | 3     |
| 2       | França         | 1  | 0     | 0      | 1     |
| 2       | RDA            | 1  | 0     | 0      | 1     |
| 4       | Unió Soviètica | 0  | 1     | 1      | 2     |
| 5       | Països Baixos  | 0  | 1     | 0      | 1     |
| 5       | Itàlia         | 0  | 1     | 0      | 1     |
| Total   | Total          | 3  | 3     | 3      | 9     |